# La Lande-Patry
La Lande-Patry é uma comuna francesa na região administrativa da Normandia, no departamento Orne. Estende-se por uma área de 6,61 km². Em 2010 a comuna tinha 1 859 habitantes (densidade: 281,2 hab./km²).